# Spathipheromyia picta
Spathipheromyia picta är en tvåvingeart som först beskrevs av Stein 1911.  Spathipheromyia picta ingår i släktet Spathipheromyia och familjen husflugor.
Artens utbredningsområde är Peru. Inga underarter finns listade i Catalogue of Life.